# United States Joint Special Operations Command
Das United States Joint Special Operations Command (JSOC) ist eine Kommandoeinrichtung der US-Streitkräfte, die Verbundoperationen mit mehreren Spezialeinheiten verschiedener Teilstreitkräfte leitet und koordiniert. Sie  ist dem United States Special Operations Command unterstellt.

## Auftrag

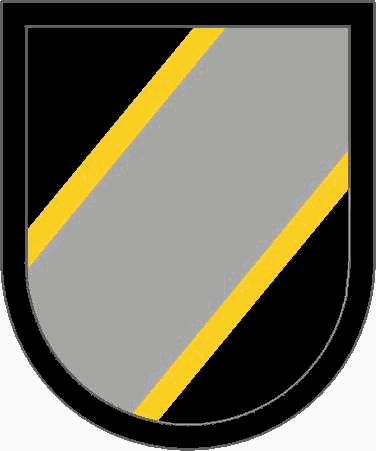
Barett-Abzeichen des JSOC

Das JSOC wurde 1980 gegründet, um als teilstreitkräfteübergreifende Kommandoeinrichtung die auf Terrorismusbekämpfung, Geiselbefreiung und Close Quarters Battle, ausgerichteten Spezialeinheiten der US-Streitkräfte einheitlich zu führen, zu koordinieren, auszubilden, zu versorgen und auszurüsten.
Das JSOC bildet im Bedarfsfall sogenannte „Special Missions Units“, kleine temporär und missionsabhängig zusammengestellte Einheiten, die sich aus der Delta Force und der Naval Special Warfare Development Group rekrutieren. Neben den schon genannten Primäraufgaben werden sie auch für nachrichtendienstliche Aufträge, Aufklärung in feindlichem Gebiet und (seltener) für direkte Angriffsoperationen eingesetzt.

## Organisation

### Kommandoebene und Hauptquartier

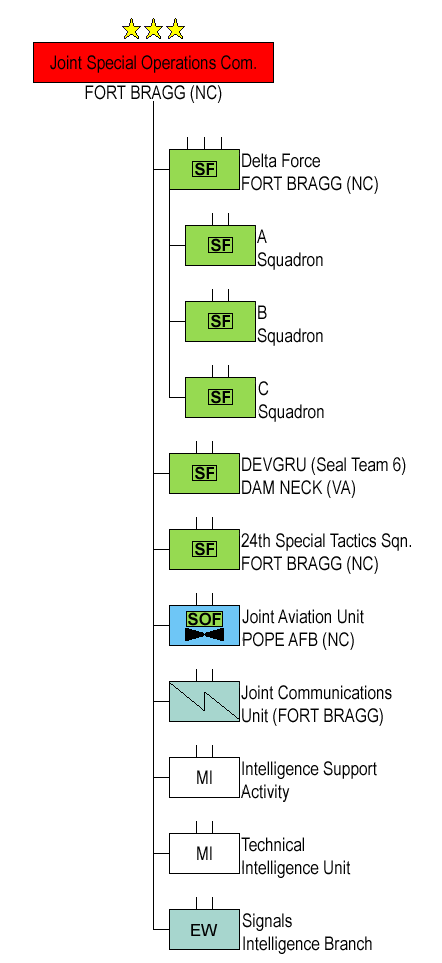
Organigramm des JSOC

Das JSOC ist als selbständige Komponente auf gleicher Kommandoebene mit dem Army Special Operations Command, dem Naval Special Warfare Command, dem Air Force Special Operations Command und dem Marine Corps Forces Special Operations Command gemeinsam dem US Special Operations Command (USSOCOM), dem obersten Kommando aller Spezialkräfte der USA, unterstellt.
Das Hauptquartier befindet sich auf der Pope Air Force Base (North Carolina), während einige Teilbereiche auch auf dem US-Army-Stützpunkt Fort Bragg (North Carolina) stationiert sind.

### Unterstellte Einheiten
- Army: 1st Special Forces Operational Detachment-Delta („Delta Force“)
- Navy: Naval Special Warfare Development Group (DEVGRU), ehemals SEAL Team 6
- Air Force: 24th Special Tactics Squadron (24th STS)
- Joint Communications Unit (JCU)
- Intelligence Support Activity (ISA)

- Task Force 11, auch unter den Bezeichnungen Task Force 121, Task Force 6-26, Task Force 145 und Task Force 77 (wechselnde Tarn- und Arbeitsnamen).[1]

Bei Bedarf, falls die Mittel der Aviation Unit nicht ausreichen, kann das 160th Special Operations Aviation Regiment (Airborne) zusätzliche Luftnahunterstützung stellen.

## Geschichte

### Überblick
Trotz des „Posse Comitatus Act“, einem US-Gesetz, das den Einsatz von Militär im Inland verbietet, waren „Special Mission Units“ immer wieder mit Sondererlaubnis des US-Präsidenten zusammen mit dem Hostage Rescue Team (HRT) des FBI bei besonderen Anlässen auch in den USA eingesetzt, beispielsweise bei der Sicherung der Olympischen Spiele 1984 in Los Angeles. Sie kamen ebenso bei diversen Geiselbefreiungsoperationen zum Einsatz, wie zum Beispiel 1985 bei der Entführung des Kreuzfahrtschiffes Achille Lauro.
Als Reaktion auf die Anschläge vom 11. September wurde eigens die Task Force 11 aufgestellt, um im Raum Afghanistan zur Verhaftung maßgeblicher Taliban-Führer eingesetzt zu werden.
2005 soll ein kleines JSOC-Team bei der Amtseinführung des US-Präsidenten George W. Bush, trotz des eigentlich zuständigen Secret Service, den Personenschutz übernommen haben, weil man wegen des umstrittenen Wahlergebnisses Aufruhr befürchtete.
Am 30. September 2011 wurde Anwar al-Awlaki, ein islamistischer Extremist und Imam mit US-amerikanischer und jemenitischer Staatsbürgerschaft bei einem durch das JSOC ausgeführten Luftangriff getötet. Nach mehrtägiger Beobachtung Awlakis durch die CIA drangen bewaffnete Drohnen, gestartet von einem geheimen US-Stützpunkt auf der arabischen Halbinsel, in den nordjemenitischen Luftraum ein und feuerten mehrere Hellfire-Raketen auf das Fahrzeug ab, in dem Awlaki unterwegs war. Samir Khan, ein US-Bürger mit pakistanischen Wurzeln und Mitherausgeber des dschihadistischen Online-Magazins Inspire, kam bei dem Angriff ebenfalls ums Leben.
Nach einer Reihe misslungener Drohnenangriffe durch das JSOC – dem letzten im Dezember 2013, bei dem zahlreiche Gäste eines Hochzeitsfestes getötet worden waren – untersagte die jemenitische Regierung jegliche militärischen Drohneneinsätze. Dieses Verbot bezog sich jedoch nicht auf Drohneneinsätze der CIA.
Das JSOC, beziehungsweise dessen unterstellte Einheiten sind seit 2003 ohne Unterbrechung im Irak aktiv, auch nach dem offiziellen Truppenabzug im Jahr 2011.
Einheiten, die dem JSOC unterstellt sind, haben am 21. Oktober 2015 70 kurdische beziehungsweise irakische Soldaten aus den Händen des Islamischen Staats befreit. Dabei kam seit 2011 das erste Mal wieder ein US-amerikanischer Soldat ums Leben.

### Einsätze
- Operation „Eagle Claw“ – Iran, 1980
- Operation „Urgent Fury“ – Grenada, 1983
- Operation „Acid Gambit“ – Panama, 1989
- Operation „Just Cause“ – Panama, 1989
- Operation „Desert Shield“ – Irak, 1990
- Operation „Desert Storm“ – Irak, 1991
- Operation „Restore Hope“ – Somalia, 1993
- Operation „Gothic Serpent“ – die Operation, die zu dem Einsatz in Mogadischu führte.
- Operation „Enduring Freedom“ – Afghanistan, 2001
- Operation „Anaconda“ – Afghanistan, 2002 (Task Force 11)
- Operation „Iraqi Freedom“ – Irak, 2003
- Operation „Neptune’s Spear“ – Pakistan, 1./2. Mai 2011 (Tötung von Osama bin Laden)

## Liste der Kommandeure
| Nr. | Name                                  | Beginn der Berufung | Ende der Berufung |
| --- | ------------------------------------- | ------------------- | ----------------- |
| 01  | Generalmajor Richard Scholtes         | Dezember 1980       | August 1984       |
| 02  | Generalmajor Carl W. Stiner           | August 1984         | Januar 1987       |
| 03  | Generalmajor Gary E. Luck             | 1989                | 1990              |
| 04  | Generalmajor Wayne A. Downing         | 1989                | 1991              |
| 05  | Generalmajor William F. Garrison      | 1992                | 1994              |
| 06  | Generalmajor Peter J. Schoomaker      | 1994                | 1996              |
| 07  | Generalmajor Michael A. Canavan       | 1996                | 1998              |
| 08  | Generalmajor Bryan D. Brown           | 1998                | 2000              |
| 09  | Generalmajor Dell Dailey              | 2001                | März 2003         |
| 010 | Generalleutnant Stanley A. McChrystal | Mai 2003            | 13. Juni 2008     |
| 011 | Vizeadmiral William H. McRaven        | 13. Juni 2008       | Juni 2011         |
| 012 | Generalleutnant Joseph L. Votel       | Juni 2011           | 29. Juli 2014     |
| 013 | Generalleutnant Raymond A. Thomas III | 29. Juli 2014       | 17. März 2016     |
| 014 | Generalleutnant Austin S. Miller      | 17. März 2016       | 2. September 2018 |
| 015 | Generalleutnant Scott A. Howell       | 2. September 2018   | Juli 2021         |
| 016 | Generalleutnant Bryan P. Fenton       | Juli 2021           | September 2022    |
| 017 | Vizeadmiral Frank M. Bradley          | September 2022      |                   |

### Film/Fernsehen
- Dirty Wars (Schmutzige Kriege: Die geheimen Kommandoaktionen der USA) von Richard Rowley und Jeremy Scahill, 2013